# Помилка карбування
Помилка карбування (англ. mint error) — помилки в монетах, що з'явились під час процесу карбування.

### Відмінність різновидів від помилок карбування
Термін «різновид» застосовується до монет одного типу, що мають як передбачені, так й непередбачені розбіжності, тоді як термін «помилка» стосується лише монет із непередбаченими розбіжностями. Однак, не всі помилки є різновидами. Як правило, помилка карбування виникає під час несправності обладнання або помилки оператора, тоді як «різновид» може виникнути в результаті помилки або розбіжності в чекані (шаблоні, з якого штампується монета). Таким чином, один тип монети одного року випуску з різними датами буде вважатися «різновидом», в той час як монета зі зміщеним центром буде вважатися помилкою карбування.